# VTB Arena
De VTB Arena (Russisch: ВТБ Арена) of Dinamostadion is een sportcomplex in de Russische hoofdstad Moskou dat bestaat uit een overdekt ijshockey- en voetbalstadion. Het is de thuisbasis van voetbalclub FC Dinamo Moskou en ijshockeyclub HC Dinamo Moskou. Het stadion werd geopend in 2019 en biedt plaats aan 26.319 bezoekers voor voetbalwedstrijden en 12.273 toeschouwers voor de ijshockeyhal. Op dezelfde plek stond het vroegere Dinamostadion.

## Interlands
| 1 | 3 september 2020 | Rusland – Servië    | 3 – 1 | UEFA Nations League | 0      |
| 2 | 11 oktober 2020  | Rusland – Turkije   | 1 – 1 | UEFA Nations League | 5.019  |
| 3 | 14 oktober 2020  | Rusland – Hongarije | 0 – 0 | UEFA Nations League | 4.821  |
| 4 | 5 juni 2021      | Rusland – Bulgarije | 1 – 0 | Vriendschappelijk   | 11.108 |
| 5 | 21 maart 2024    | Rusland – Servië    | 4 – 0 | Vriendschappelijk   | 23.679 |

## Galerij

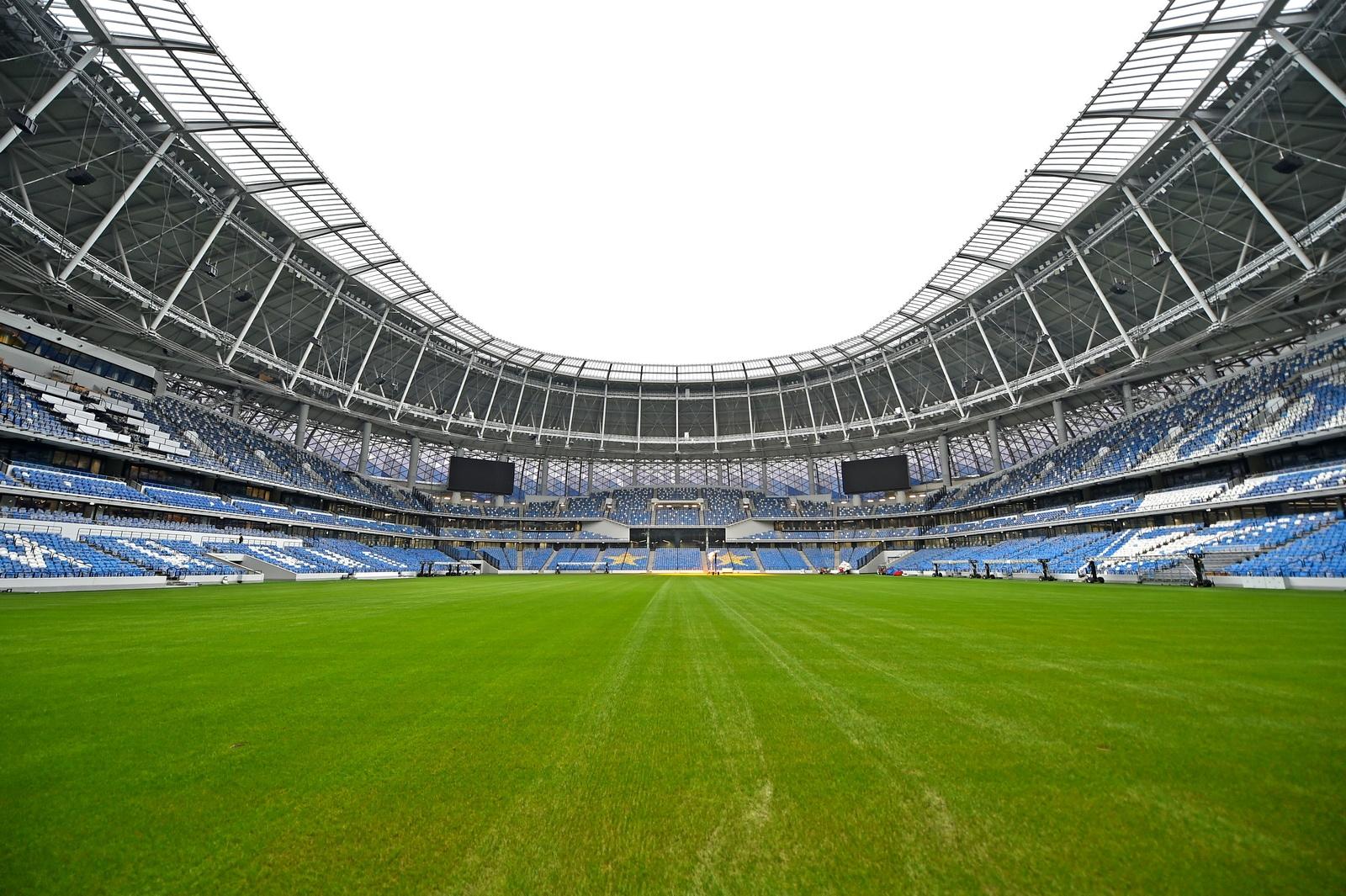
Het voetbalstadion
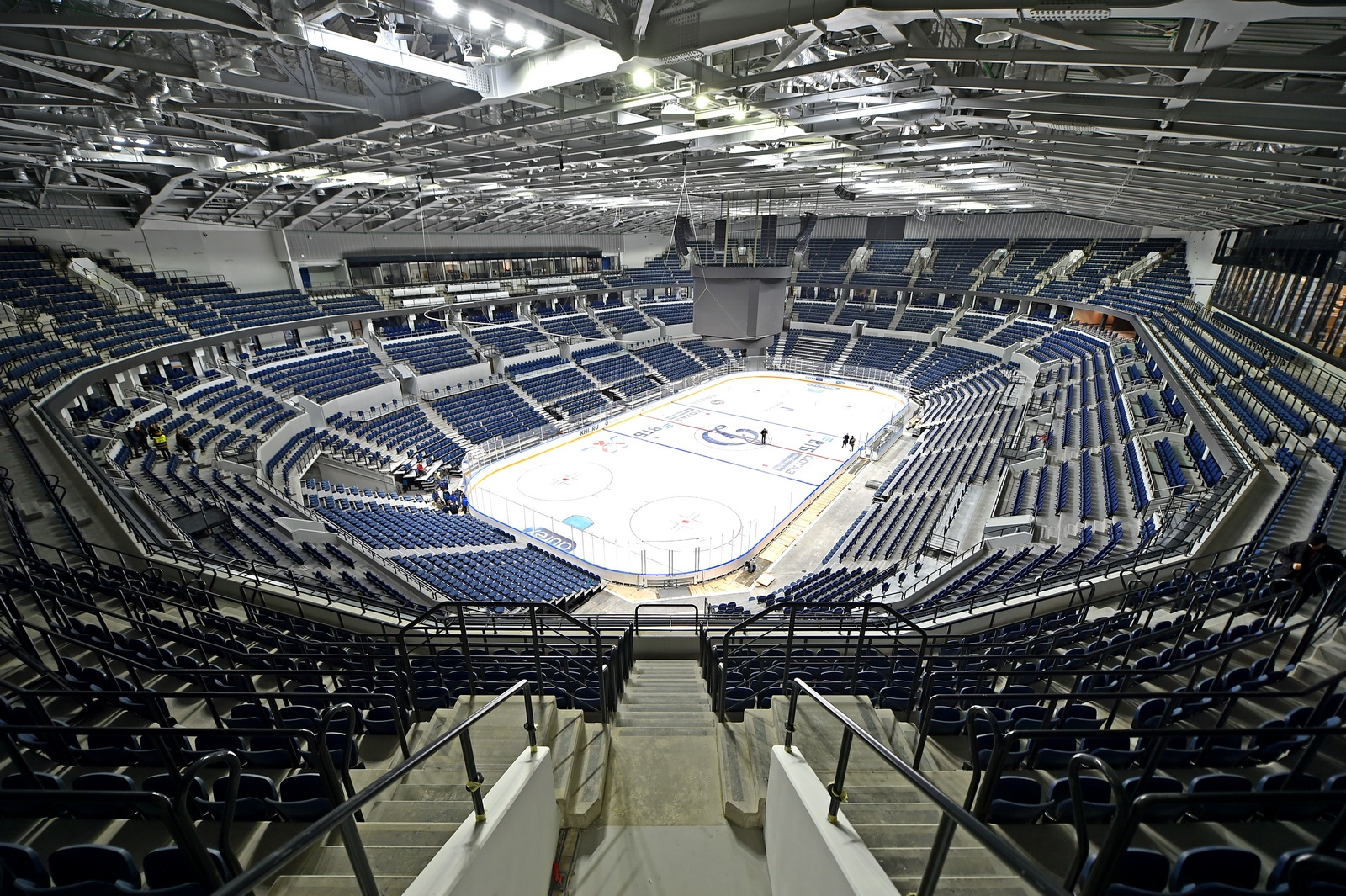
De ijshockeyhal